# Shimokawa
Shimokawa (jap. 下川町 Shimokawa-chō) – miasto w Japonii, w prefekturze Hokkaido, w podprefekturze Kamikawa, w środkowej części wyspy Hokkaido. Miasto ma powierzchnię 644,20 km². W 2020 r. mieszkało w nim 3 126 osób, w 1 463 gospodarstwach domowych  (w 2010 r. 3 775 osób, w 1 648 gospodarstwach domowych) .
Region ten jest silnie zalesiony, drewno jest podstawą tutejszej gospodarki. Przez miejscowość przepływa rzeka Nayoro, która jest dopływem rzeki Teshio, czwartej pod względem długości rzeki w Japonii.
W Shimokawie urodzili się między innymi: Noriaki Kasai, Takanobu Okabe, Daiki Itō, Kenshirō Itō i Yūki Itō.